# Roy Paul
Roy Paul est un footballeur gallois né le 18 avril 1920 à Ton Pentre et mort le 21 mai 2002 à Treorchy. Il joue au poste de milieu de terrain.
Originaire du pays de Galles méridional, Paul commence à travailler dans les mines à l'âge de quinze ans. Il est découvert par le club gallois de Swansea Town peu avant le début de la Seconde Guerre mondiale. Après la fin du conflit, il joue pendant quatre saisons avec Swansea Town.
En 1950, il est transféré à Manchester City, dont il est le capitaine pendant sept ans. Il dispute deux finales consécutives de coupe d'Angleterre avec le club, en 1955 (perdue) et 1956 (remportée). Il connaît aussi 33 sélections avec l'équipe du pays de Galles entre 1948 et 1956.
Ayant pris sa retraite professionnelle en 1957, il rejoint le club de Worcester City de manière semi-professionnelle, puis termine sa carrière comme entraîneur-joueur dans sa région natale des Galles du Sud. Après avoir quitté le milieu du football, il se reconvertit comme chauffeur routier et meurt en 2002, à l'âge de 82 ans.

## Biographie

### Origines
Roy Paul est né le 18 avril 1920 à Ton Pentre, dans le Glamorgan, dans une famille de douze enfants. Il est scolarisé à la Bronllwyn School de Gelli (en), mais arrête ses études à l'âge de quinze ans pour commencer à travailler dans les mines,. Il est repéré par le club de football de Swansea Town alors qu'il joue en amateur avec le Ton Boys Club. Swansea lui propose de rejoindre le club, d'abord en amateur, puis en professionnel un mois plus tard. Le capitaine Bill Imrie (en), ancien international écossais, exerce une forte influence sur le jeune Paul, notamment en lui enseignant les spécificités du poste de milieu latéral.
La Seconde Guerre mondiale éclate alors que Paul se prépare à quitter les jeunes de Swansea pour rejoindre l'équipe principale. Il retourne travailler dans les mines tout en participant au championnat de guerre avec Swansea, mais il a du mal à se réadapter au métier de mineur et s'engage dans les Royal Marines en 1940. Il est stationné quelque temps en Inde, mais passe la majeure partie du conflit dans le Devon comme moniteur d'entraînement physique. Durant cette période, il joue comme invité pour le club d'Exeter City, ou avec Swansea lorsqu'il rentre au pays de Galles.

### Carrière en club

#### Swansea Town
Après la guerre, Roy Paul évolue en Third Division South avec Swansea. Il bénéficie des conseils de l'entraîneur Frank Barson, réputé avoir été un défenseur si brutal qu'on le surnommait « le cimetière des avant-centres », qui lui prodigue de longues séances pour apprendre à tacler et lui apprend comment remporter les duels physiques. À Swansea, Paul dispute 159 matches en quatre saisons et remporte le championnat de D3 en 1948-1949.
En 1950, Paul se distingue lors d'un match de coupe d'Angleterre contre Arsenal. Impressionnés, les Londoniens proposent de l'acheter, mais Swansea refuse l'offre. Plus tard la même année, il se voit proposer une période d'essai par le Millonarios FC, un club de Colombie. La Fédération colombienne de football n'étant pas affiliée à la FIFA, les clubs du pays ne sont pas contraints de payer des frais de transfert pour recruter des joueurs et des offres similaires sont faites à plusieurs footballeurs britanniques. Sept d'entre eux acceptent de se rendre en Colombie, dont Paul. Millonarios lui offre 3000 £ à la signature et un salaire mensuel de 150 £, bien supérieur au salaire maximal de 12 £ par mois (14 £ à partir de 1951) offert par les clubs britanniques. Néanmoins, les conditions offertes par le club ne lui font pas une grosse impression. Dans son autobiographie, il compare les terrains de football entourés de fil de fer barbelé à « un camp de concentration, ou bien l'enclos à singes du zoo ». Il ne reste que dix jours à Bogota et ne dispute aucun match avec Millonarios.
Swansea Town ne voit pas d'un bon œil l'escapade colombienne de Paul et décide de se séparer de lui. Il est transféré à Manchester City pour la somme de 19 500 £, un record à l'époque pour un milieu de terrain. Il arrive dans son nouveau club le même jour que Ken Barnes, dont il devient l'ami et par la suite le témoin de mariage.

#### Manchester City
Lorsque Roy Paul arrive à Manchester City, le club vient d'être relégué en deuxième division et évolue donc au même niveau que Swansea Town. Il dispute son premier match sous son nouveau maillot, une victoire 4-2 contre Preston North End, lors de la première journée de la saison 1950-1951. C'est la première d'une série de dix rencontres sans défaites pour les Mancuniens. Paul participe à tous les matches de championnat de son club durant cette saison qui voit City finir deuxième derrière Preston North End, une place synonyme de promotion en première division. Il contribue significativement à la cohésion de son équipe et en devient le capitaine.
Paul fait ses débuts en première division avec Manchester City en 1951. Au cours des trois saisons qui suivent, le club réalise des performances médiocres et reste englué dans le bas du classement. En 1953, durant une période peu faste, la presse rapporte un conflit entre Paul et son coéquipier Ivor Broadis, un inter talentueux mais qui ne défend pas suffisamment aux yeux de son capitaine. Les choses changent pendant la saison 1954-1955 grâce à l'introduction d'un nouveau système de jeu inspiré de l'équipe de Hongrie qui a battu l'Angleterre par 6 buts à 3 lors du « match du siècle » l'année précédente. L'avant-centre Johnny Williamson (en) y occupe une position très reculée sur le terrain. Les réservistes de City rencontrent un tel succès avec cette tactique que l'entraîneur Les McDowall décide de l'adopter pour l'équipe principale, avec Don Revie comme avant-centre, ce qui lui vaut le nom de Revie Plan. Après une lourde défaite 5-0 face à Preston North End lors du premier match de la saison, McDowall procède à quelques ajustements et remplace John McTavish par Ken Barnes. Dès la journée suivante, City bat Sheffield United 5-2 et le Revie Plan est adopté pour le reste de la saison. Il n'implique pas de grands changements pour Roy Paul, mais en tant que capitaine, il doit assurer la cohésion générale de l'équipe. Le Manchester Guardian souligne qu'il endosse ce rôle avec « force et maturité » auprès des défenseurs plus jeunes qui l'entourent.
Le nouveau système permet au club d'améliorer ses performances. En septembre 1954, il se hisse en tête du championnat grâce à une victoire contre Arsenal durant laquelle Roy Paul perd quatre dents à la suite d'un coup de coude donné par Tommy Lawton. En fin de compte, City termine la saison à la septième place, mais réalise un bon parcours en coupe d'Angleterre. Le club de Paul affronte Newcastle United en finale de cette compétition. Le match commence mal pour City, qui encaisse un but de Jackie Milburn à la première minute et perd Jimmy Meadows sur blessure à la 18e. Les remplacements n'étant pas autorisés, les Mancuniens jouent le reste de la rencontre en infériorité numérique. Paul prend alors la responsabilité d'adopter une tactique plus offensive. La fin de la première mi-temps se déroule mieux pour City, qui égalise par Bobby Johnstone, mais Newcastle marque deux buts en deuxième période pour l'emporter 3 buts à 1. Paul déclare qu'il compte bien conduire à nouveau son équipe en finale l'année suivante, mais en privé, il se juge responsable de la défaite des siens et se demande s'il est un bon capitaine.
La saison 1955-1956 est encore plus faste que la précédente pour Manchester City, qui termine en quatrième position du championnat et retourne au stade de Wembley pour disputer une deuxième finale de coupe consécutive, cette fois contre Birmingham City. Paul s'efforce de donner confiance à ses coéquipiers pour qu'ils ne souffrent pas de la même anxiété que l'année précédente. Cette fois, c'est City qui marque dès les premières minutes, et au début de la deuxième mi-temps, Paul incite son équipe à garder le ballon en jeu aussi longtemps que possible pour fatiguer au maximum les joueurs de Birmingham. Lorsque son gardien Bert Trautmann se blesse au cou à la suite d'un choc avec Peter Murphy, Paul lui demande de sortir du terrain pour être remplacé par le joueur de champ Roy Little (en), mais Trautmann insiste pour continuer à jouer ; il s'avère après examen que Trautmann souffrait d'une fracture des vertèbres. Manchester City remporte le match par 3 buts à 1 et Paul reçoit le trophée des mains de la reine Élisabeth II. Il conserve le ballon du match, dont il fait cadeau à son fils.
Roy Paul joue une dernière saison sous les couleurs de City. Un nouveau contrat lui est proposé à l'été 1957, mais il choisit de prendre sa retraite professionnelle à l'âge de 37 ans, une décision qu'il explique par sa perte de rapidité. Il dispute son dernier match avec Manchester City le 22 avril 1957 contre Everton.

### Carrière en sélection
Roy Paul est sélectionné à 33 reprises en équipe du pays de Galles. Sa première sélection a lieu lors d'une défaite 3-1 contre l'Écosse le 23 octobre 1948 (il n'existe pas à l'époque d'équipe des moins de 23 ans). Il inscrit son unique but en sélection l'année suivante, le 23 novembre 1949, lorsque le pays de Galles bat la Belgique par 5 buts à 1.
Le 22 octobre 1955, Roy Paul participe à la victoire galloise 2-1 contre l'Angleterre. C'est la première fois en 18 ans que les Gallois battent leurs voisins anglais. Six mois plus tard, il est également sur le terrain lors du match Galles-Irlande du Nord comptant pour l'édition 1955-1956 (en) du British Home Championship. Alors que les Gallois mènent 1-0, Paul a l'occasion d'accroître le score en inscrivant un penalty, mais sa frappe est arrêtée par le gardien nord-irlandais Norman Uprichard. Jimmy Jones permet ensuite à son équipe d'égaliser et les Gallois doivent se contenter du match nul, alors qu'une victoire leur aurait permis de remporter seuls la compétition. Ce match est le dernier que dispute Paul en sélection nationale.

### Fin de carrière et reconversion
Roy Paul rentre dans sa région natale, la vallée de la Rhondda, et s'installe à Gelli. Il continue à jouer de manière semi-professionnelle pour le club de Worcester City, qui lui verse un salaire hebdomadaire de 20 £ et lui prête une voiture. Il dispute 124 matches avec Worcester entre 1957 et 1960 et sert également d'entraîneur à l'équipe pendant trois mois. Son plus grand fait de gloire est l'élimination de Liverpool en coupe d'Angleterre en 1959. Il rejoint ensuite les Brecon Corinthians, puis le Garw Athletic, où il termine sa carrière sportive.
Paul devient ensuite chauffeur routier. Atteint de la maladie d'Alzheimer, il meurt le 21 mai 2002 à Treorchy, à l'âge de 82 ans. Il est enterré au cimetière de Treorchy.

## Style de jeu
Roy Paul est un milieu de terrain qui n'a pas de position attitrée au cours de sa carrière. Avec Swansea, il joue surtout du côté droit, mais après son arrivée à Manchester City, l'entraîneur Les McDowall le fait basculer à gauche. Bien qu'il soit droitier, c'est la position favorite de Paul. En sélection, il est tour à tour repositionné à droite, à gauche ou au centre.
Il a la réputation d'être un joueur solide et un capitaine charismatique. Son coéquipier Ken Barnes le juge « davantage puissant que rusé » et le décrit comme un « meneur-né » qui était « brillant dans les airs ». En tant que capitaine, il veut que tous ses camarades se donnent à fond, quitte à les effrayer à l'occasion. Avant la finale de la Coupe d'Angleterre de 1956, alors que les joueurs de Manchester City se préparent à entrer sur le terrain, il brandit le poing et s'écrie : « Si on ne gagne pas, bordel, vous y aurez droit ! »
C'est parfois lui qui tire les penalties avec City, « parce que personne d'autre ne veut le faire », mais il n'est pas très bon dans cet exercice. Lorsque Don Revie rejoint le club, il lui abandonne cette tâche avec soulagement.

## Palmarès
- Avec Swansea Town :
  - Vainqueur du Champion de Third Division South en 1949

- Avec Manchester City :
  - Vainqueur de la Coupe d'Angleterre en 1956
  - Finaliste de la Coupe d'Angleterre en 1955
  - Finaliste du Charity Shield en 1956

- Avec le pays de Galles :
  - Vainqueur du British Home Championship en 1952 et 1956

## Statistiques
| N° | Compétition                                         | Date              | Lieu                                      | Adversaire      | Score |
| -- | --------------------------------------------------- | ----------------- | ----------------------------------------- | --------------- | ----- |
| 1  | British Home Championship 1948-1949                 | 23 octobre 1948   | Ninian Park (Cardiff)                     | Écosse          | 1-3   |
| 2  | British Home Championship 1948-1949                 | 10 novembre 1948  | Villa Park (Birmingham)                   | Angleterre      | 1-0   |
| 3  | British Home Championship 1948-1949                 | 10 novembre 1948  | Windsor Park (Belfast)                    | Irlande du Nord | 0-2   |
| 4  | Amical                                              | 15 mai 1949       | Stade national du Jamor (Oeiras)          | Portugal        | 3-2   |
| 5  | Amical                                              | 26 mai 1949       | Stade du Wankdorf (Berne)                 | Suisse          | 4-0   |
| 6  | British Home Championship 1949-1950                 | 15 octobre 1949   | Ninian Park (Cardiff)                     | Angleterre      | 1-4   |
| 7  | British Home Championship 1949-1950                 | 9 novembre 1949   | Hampden Park (Glasgow)                    | Écosse          | 2-0   |
| 8  | Amical                                              | 23 novembre 1949  | Ninian Park (Cardiff)                     | Belgique        | 5-1   |
| 9  | British Home Championship 1949-1950                 | 8 mars 1950       | Racecourse Ground (Wrexham)               | Irlande du Nord | 0-0   |
| 10 | British Home Championship 1950-1951                 | 15 octobre 1950   | Ninian Park (Cardiff)                     | Écosse          | 1-3   |
| 11 | British Home Championship 1950-1951                 | 15 novembre 1950  | Roker Park (Sunderland)                   | Angleterre      | 4-2   |
| 12 | British Home Championship 1950-1951                 | 7 mars 1951       | Windsor Park (Belfast)                    | Irlande du Nord | 1-2   |
| 13 | Amical                                              | 12 mai 1951       | Ninian Park (Cardiff)                     | Portugal        | 2-1   |
| 14 | Amical                                              | 16 mai 1951       | Racecourse Ground (Wrexham)               | Suisse          | 3-2   |
| 15 | British Home Championship 1951-1952                 | 20 octobre 1951   | Ninian Park (Cardiff)                     | Angleterre      | 1-1   |
| 16 | British Home Championship 1951-1952                 | 14 novembre 1951  | Hampden Park (Glasgow)                    | Écosse          | 0-1   |
| 17 | Amical (75e anniversaire de la fédération galloise) | 5 décembre 1951   | Ninian Park (Cardiff)                     | Grande-Bretagne | 3-2   |
| 18 | British Home Championship 1951-1952                 | 19 mars 1952      | Vetch Field (Swansea)                     | Irlande du Nord | 3-0   |
| 19 | British Home Championship 1952-1953                 | 18 octobre 1952   | Ninian Park (Cardiff)                     | Écosse          | 1-2   |
| 20 | British Home Championship 1952-1953                 | 20 octobre 1951   | Stade de Wembley (Londres)                | Angleterre      | 5-2   |
| 21 | British Home Championship 1952-1953                 | 15 avril 1953     | Windsor Park (Belfast)                    | Irlande du Nord | 2-3   |
| 22 | Amical                                              | 14 mai 1953       | Stade olympique Yves-du-Manoir (Colombes) | France          | 6-1   |
| 23 | Amical                                              | 21 mai 1953       | Stadion JNA (Belgrade)                    | Yougoslavie     | 5-2   |
| 24 | British Home Championship 1953-1954                 | 10 octobre 1953   | Ninian Park (Cardiff)                     | Angleterre      | 1-4   |
| 25 | British Home Championship 1953-1954                 | 4 novembre 1953   | Hampden Park (Glasgow)                    | Écosse          | 3-3   |
| 26 | British Home Championship 1953-1954                 | 31 mars 1954      | Racecourse Ground (Wrexham)               | Irlande du Nord | 1-2   |
| 27 | Amical                                              | 22 septembre 1954 | Ninian Park (Cardiff)                     | Yougoslavie     | 1-3   |
| 28 | British Home Championship 1954-1955                 | 16 octobre 1954   | Ninian Park (Cardiff)                     | Écosse          | 0-1   |
| 29 | British Home Championship 1954-1955                 | 10 novembre 1954  | Stade de Wembley (Londres)                | Angleterre      | 3-2   |
| 30 | British Home Championship 1955-1956                 | 22 octobre 1955   | Ninian Park (Cardiff)                     | Angleterre      | 2-1   |
| 31 | British Home Championship 1955-1956                 | 9 novembre 1955   | Hampden Park (Glasgow)                    | Écosse          | 2-0   |
| 32 | Amical                                              | 23 novembre 1955  | Racecourse Ground (Wrexham)               | Autriche        | 1-2   |
| 33 | British Home Championship 1955-1956                 | 11 avril 1956     | Ninian Park (Cardiff)                     | Irlande du Nord | 1-1   |